# Radiación fotosintéticamente activa
Se denomina radiación fotosintéticamente activa (RFA) a la cantidad de radiación integrada del rango de longitudes de onda que son capaces de producir actividad fotosintética en las plantas y otros organismos fotosintéticos como microalgas y bacterias. Este rango es el comprendido aproximadamente entre los 400 y los 700 nanómetros y se corresponde, también aproximadamente, con el espectro visible.

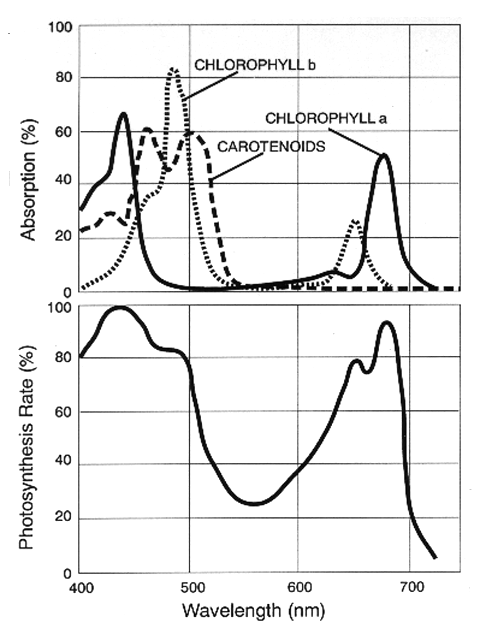
Espectro típico de acción de RFA, que se muestra junto a los espectros de absorción de la clorofila A, clorofila B, y los carotenoides

Las unidades de medida de la radiación fotosintéticamente activa suelen ser las habituales para cualquier radiación: los microEinsteins/m²/s o micromoles de fotones/m²/s.
No todos los organismos usan las mismas longitudes de onda.
Conocer estas longitudes de onda es útil para adecuar la iluminación en entornos artificiales o para elegir adecuadamente mallas de sombreo.